# Urban games
Urban games is het vierde studioalbumvan de Belgische muziekgroep Machiavel.
Na het redelijk succesvolle album Mechanical moonbeams zag Machiavel zich geconfronteerd met drie problemen. Ten eerste moesten ze met een waardig opvolger komen. Op de tweede plaats moesten ze om succes in het buitenland te krijgen, hun stijl aanpassen. Het derde probleem was dat de punk de bands binnen de progressieve rock richting kortere songs dwong, wilden ze overleven. Op Urban games is dan ook flink beknibbeld op het gebruik van toetsinstrumenten; de stijl schoof op richting new wave met hier en daar reggae- en ska-invloeden. Letecheur en De Greef wachtten verdere ontwikkelingen niet af en haakten in de aanloop tot het volgende album af. Urban games werd opgenomen in de Studio Katy in Brussel onder leiding van muziekproducent Erwin Vervaecke.  

## Musici
- Mario Guccio – zang, saxofoon
- Marc Ysaÿe – drumstel, zang, percussie
- Albert Letecheur – toetsinstrumenten
- Jean-Paul Devaux – gitaar
- Roland De Greef - basgitaar

## Muziek
Alles geschreven door Machiavel

| Nr. | Titel         | Duur |
| --- | ------------- | ---- |
| 1.  | The humans    | 4:18 |
| 2.  | Over the hill | 3:16 |
| 3.  | Still alive   | 5:35 |
| 4.  | City flowers  | 5:50 |

| Nr. | Titel               | Duur |
| --- | ------------------- | ---- |
| 1.  | Dancing heroes      | 3:32 |
| 2.  | I’m not a loser     | 5:34 |
| 3.  | Let me live my life | 3:33 |
| 4.  | The dictators       | 3:14 |

De compact discuitgave van Spalax bevatte twee bonustracks: Over the hill (remix voor de single; 3:14) en Kings of slogans (B-kant van de single; 3:06)